# Tinganes

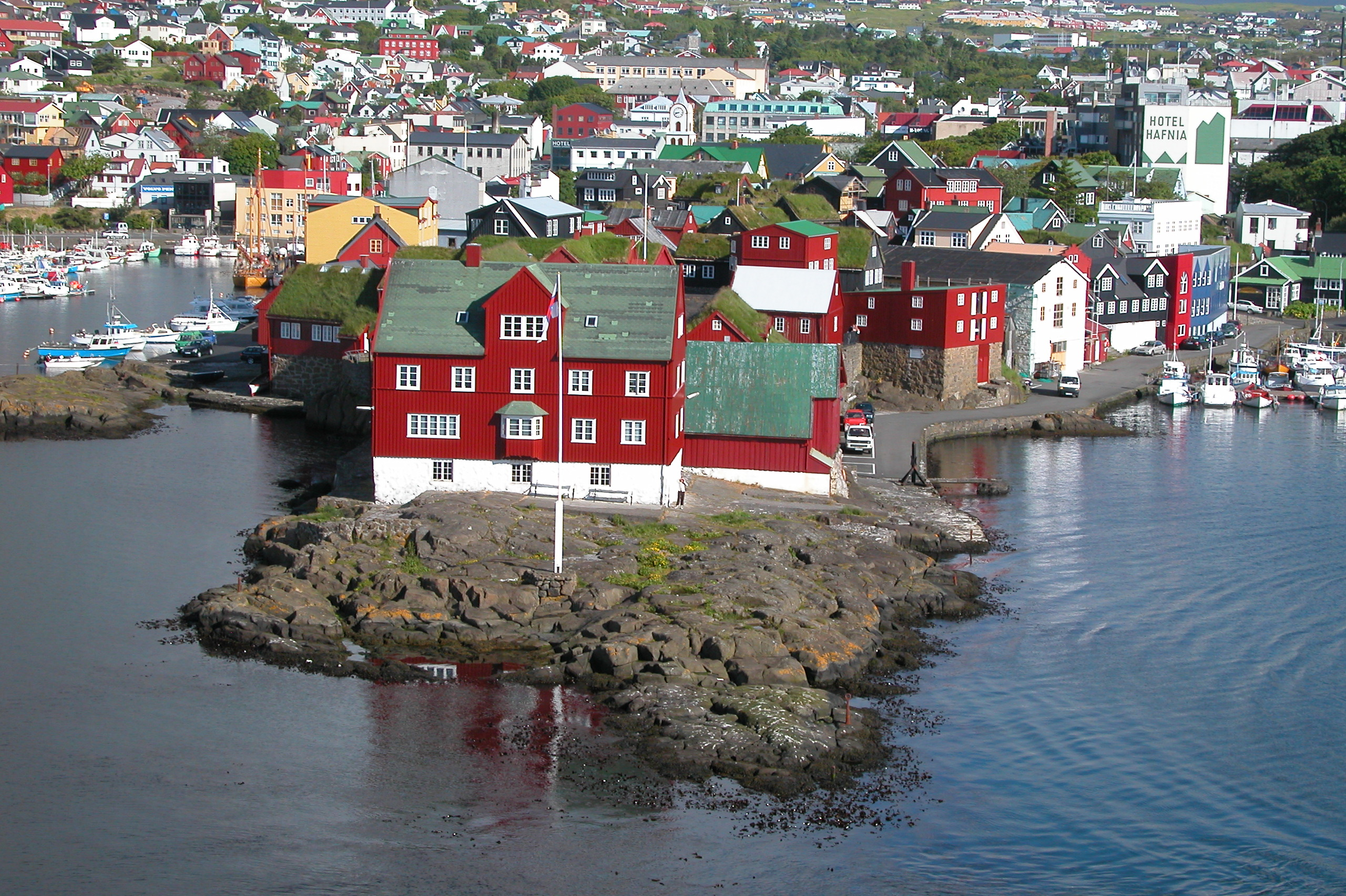
Tinganes en de parlementsgebouwen

Tinganes is een schiereiland in Tórshavn waar de regering van Faeröer zetelt. De løgting (het parlement) zetelde hier oorspronkelijk, maar is in 1856 verhuisd naar een meer noordelijke locatie. De naam betekent in het Faeröers "Parlementpunt". Tinganes is het oudste deel van de stad en heeft vele steegjes. Bovendien staat de domkerk van Tórshavn hier.